# Itä-Hakkila
Itä-Hakkila  est un quartier du district de Hakunila de Vantaa en Finlande,.

## Description
Itä-Hakkila est situé à l'est de la Lahdenväylä. 
Ses quartiers voisins sont Hakkila à l'ouest, Hakunila au sud, Sotunki à l'est et Kuninkaanmäki au nord.
Il n'y a pas d'immeubles résidentiels à Itä-Hakkilä, qui est surtout bâti de maisons individuelles.
Ces dernières années, un peu plus de maisons mitoyennes y ont été construites . 
Plus de 80% des maisons du quartier sont des logements occupés par leur propriétaire .
La construction d'Itä-Hakkilä a commencé à peu près au moment où Lahdentie a été achevée au début des années 1950. 
La zone s'est rapidement construite pendant quelques décennies et, dans les années 1980, la construction a explosé et le parc de logements a doublé.
Les services quartier comprennent une école primaire, une garderie et un terrain de sport,  la piste de danse Helsinki Pavi, l'église des enfants de Pyhä Anna, le cimetière des soldats allemands, l'école des chiens-guides et la prison de Vantaa,.
Le cimetière d'Honkanummi est également situé à proximité.

## Galerie

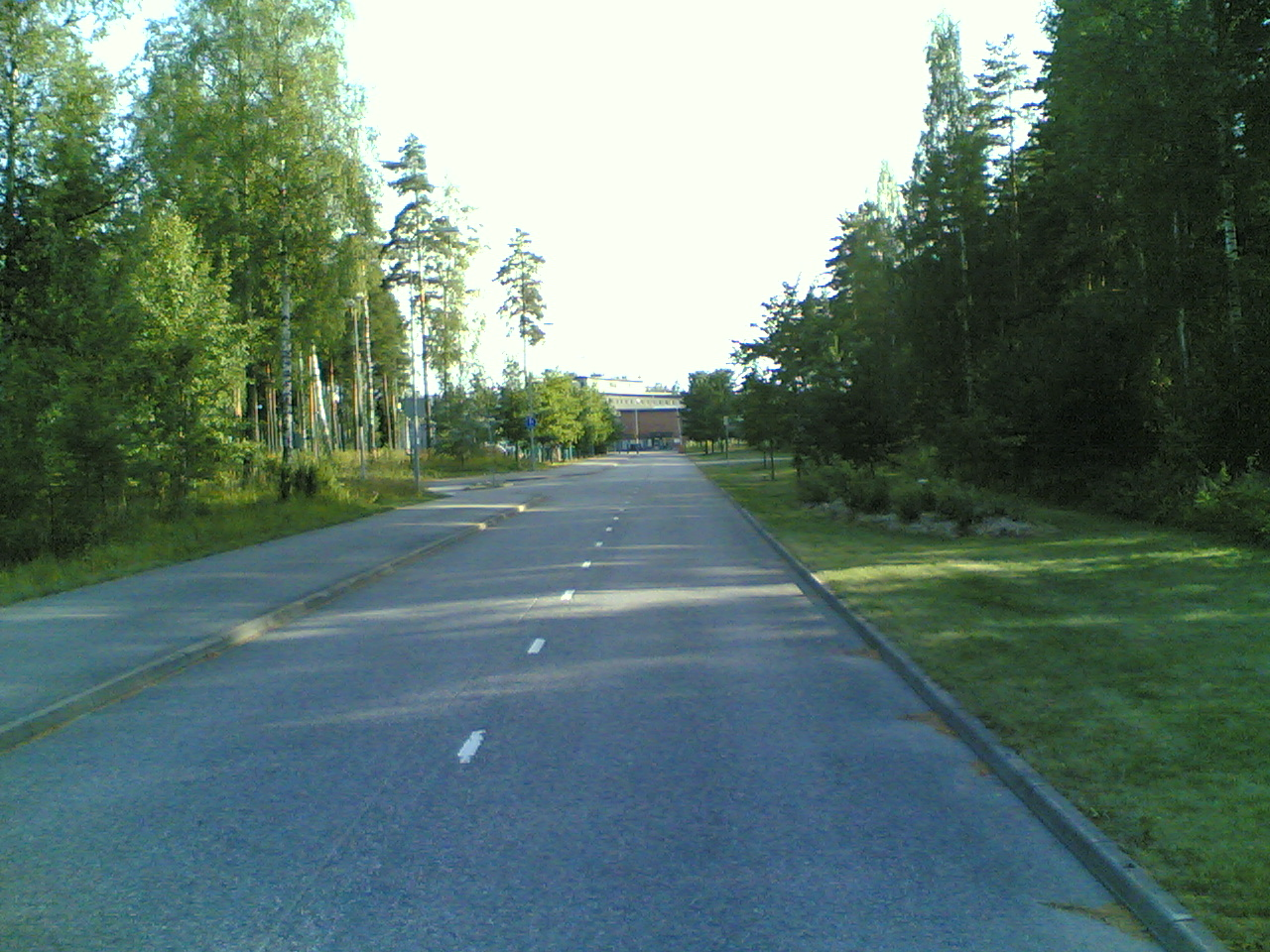
Siltaniitynkuja.
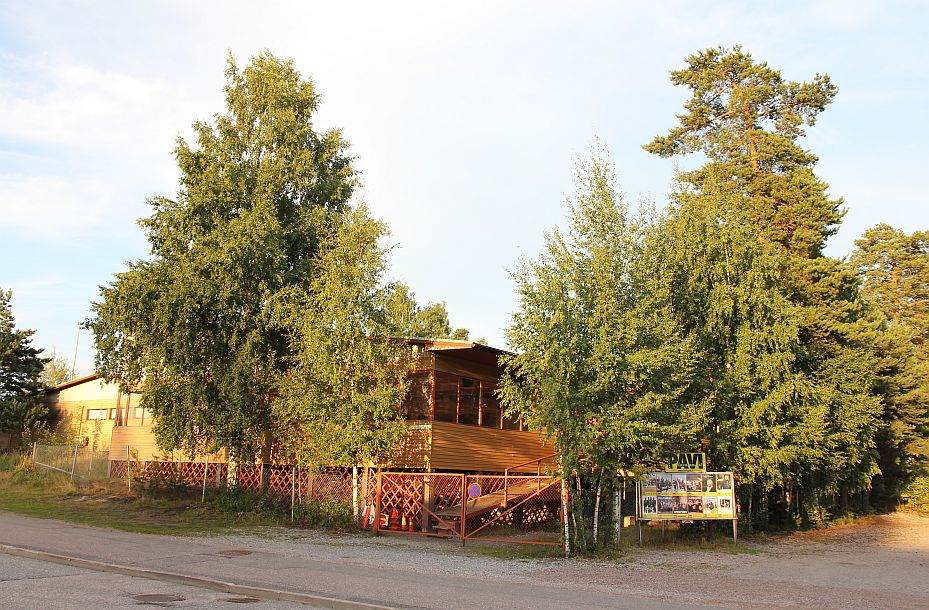
Piste de danse Pavi.
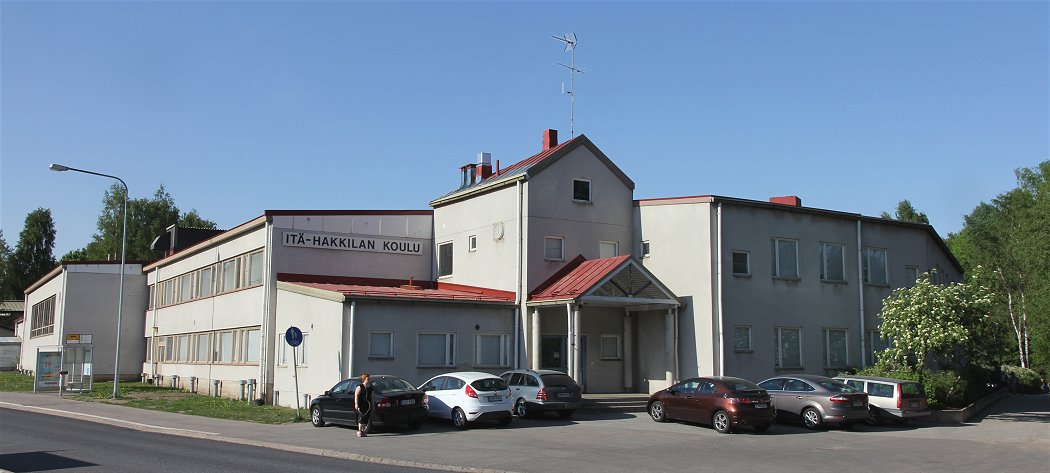
École de Hakkila.